# Sclethrus amoenus
Sclethrus amoenus är en skalbaggsart som först beskrevs av Hippolyte Louis Gory 1833.  Sclethrus amoenus ingår i släktet Sclethrus och familjen långhorningar.
Artens utbredningsområde är:
- Laos.
- Filippinerna.

Inga underarter finns listade i Catalogue of Life.